# 보안초등학교
보안초등학교는 대한민국 전라북도 부안군 보안면 선돌로 1060 (하입석리)에 있었던 공립 초등학교이다.

## 학교 연혁
- 1933년 5월 15일 보안공립보통학교(4년제) 개교
- 1938년 4월 1일 보안공립심상소학교로 개칭
- 1940년 4월 1일 6년제로 개편
- 1941년 4월 1일 보안공립국민학교로 개칭
- 1945년 10월 31일 유천국민학교 분리
- 1967년 11월 24일 부림국민학교 분리
- 1981년 1월 26일 병설유치원 인가
- 1995년 3월 1일 부림국민학교 통폐합
- 1996년 3월 1일 보안초등학교로 교명 개칭
- 2010년 3월 1일 영전초등학교로 병합